# Carex antoniensis
Espèce
Statut de conservation UICN

 CR B1ab(ii)+2ab(ii); D : 
En danger critique
Carex antoniensis est une espèce de plantes du genre Carex et de la famille des Cypéracées. Elle est endémique du Cap-Vert.